# Лобо (DC Comics)
Лобо (англ. Lobo) — персонаж комиксов издательства DC Comics. Инопланетянин с планеты Кзарния, наёмник и охотник за головами, первоначально он был представлен как суперзлодей, впоследствии как антигерой. Персонаж был создан Роджером Слифером и Кейт Гиффеном. Впервые появился в Omega Men #3 (Июнь 1983).

## Биография
Лобо родился и вырос на мирной планете Кзарния, убив в конце концов всех других её жителей: он утверждал, что это произошло во время урока химии и было его «научным проектом, за который честно себе поставил пятёрку». С тех пор, оставшись последним кзарнианцем во Вселенной, он путешествовал по галактикам, работая по заказам на убийство или поимку тех или иных субъектов. При этом у Лобо имеется строгий кодекс чести, когда дело доходит до соглашений: так, приняв однажды заказ, он никогда не отступит от его выполнения, даже если за это ему предложат гораздо больше денег.
Лобо неоднократно сталкивался со многими земными супергероями и сражался с ними, но иногда выступал и как их союзник.
Не так давно[когда?] издательство DC приняло весьма неожиданное решение, по которому они поменяли внешность и, скорее всего[уточнить], историю Лобо (вероятно в стремлении удивить своих читателей). Лобо, продемонстрированный до этого в комиксах, оказался самозванцем, которого лишил жизни оригинал на первых страницах новой линейки комиксов DC.

## Силы и способности
Лобо обладает сверхчеловеческой силой, однако его уровень меняется в зависимости от автора: в одной версии он с лёгкостью избил Супермена, а в другой не может поднять и машины. Аналогичным образом варьируется и его выносливость: иногда он не получает ни царапины при взрыве планеты, иногда же его кожу способна пробить обычная пуля. Однако практически в любой истории Лобо обладает способностями к регенерации, хотя скорость этого процесса также отличается у разных авторов. Лобо не подвержен старению, имеет иммунитет против всех известных болезней, не нуждается в еде, воде, сне, отдыхе и даже воздухе, имея способность сколько угодно долго находиться в открытом космосе. Лобо способен к регенерации и восстановлению даже из одной капли крови. Ему также воспрещён вход в Рай и Ад во веки веков, из за чего он не может умереть практически никаким способом.
В качестве оружия использует специальную цепь, осколочные гранаты, различное холодное оружие. Его средством передвижения является антигравитационный космический байк, на котором Лобо летает по открытому космосу и который вызывает посредством свиста. Одной из «визитных карточек» Лобо являются космические дельфины, к которым он испытывает нежные чувства.

## Вне комиксов
В ноябре 2009 года гитарист американской группы Anthrax Скотт Иэн написал серию Lobo: Highway to Hell.
В 2013 году сайт shadowlocked.com поставил Лобо на 4-е место в списке 5 персонажей вселенной DC, которые наиболее, по мнению автора статьи, заслуживают создания про них отдельных полнометражных фильмов.
- «Лобо» (англ. Lobo) — возможный сольный фильм о герое комиксов[4]. Студии Warner Bros. пришёлся по душе сценарий «Чудо-Женщины» Джейсона Фьюкса, и продюсеры предложили ему взглянуть на другого героя комиксов: космического охотника за головами Лобо.
- «Эш против Лобо и Мертвецов ДиСи» (англ. Ash vs. Lobo and the DC Dead) — фан-фильм с участием Лобо, Эша Уильямса, Зелёной Стрелы, Зелёного Фонаря и Бэтмена[5].
- Лобо появляется во 2 сезоне сериала Криптон, его роль исполнил Эммет Джей Скэнлэн[6][7]. Он должен был появиться в сериале посвященный для самого Лобо, но отменили эту идею.
- Лобо появляется в мультсериале про Супермена 1996 года, озвученный Брэдом Гарреттом. Как и в комиксах, он охотник за головами, который уничтожил свою родную планету, отличающийся жестокостью и вульгарностью. Он был нанят инопланетным существом по имени Хранитель с целью поимки Супермена, последнего криптонца. Лобо выполнил это, но Хранитель затем сказал, что ему нужен также и последний кзарнианец (которым был Лобо) и тоже поместил его в коллекцию. Лобо затем при помощи Супермена сбежал и победил Хранителя, которого унесло в открытый космос. Лобо позже появился в эпизоде "Королева воительница", где прибыл на планету Альмерак и восхитил королеву Максиму, после того, как она не смогла устроить брак с Суперменом.
- Лобо появился в собственном анимационном веб-сериале, который был доступен онлайн в начале 2000-х. Лобо сначала озвучил Грег Иглз, а затем Кевин Майкл Ричардсон. Сериал, как и комиксы о Лобо, отличается сильным обилием жестокости и брани. Всего вышло 14 эпизодов.
- Лобо появился в мультсериале Лига Справедливости в двухсерийном эпизоде "Грядущее", где его снова озвучил Брэд Гарретт. После того, как Супермен предположительно умер из-за изобретения Игрушечника, Лобо на некоторое время стал членом Лиги Справедливости. Когда Супермен оказался жив, Лобо был "исключён" из Лиги и снова отправился в космос.
- В мультсериале Young Justice появляется в эпизодической роли в 3 сезоне, озвучен Дэвидом Соболовым[англ.][8].
- В мультфильме Супермен: Человек завтрашнего дня озвучен Райаном Херстом.

### Лобо в играх
- В игре Injustice: Gods Among Us появляется как играбельный персонаж посредством DLC и упоминается в аркадной концовке за Думсдэя. Кроме того, Лобо появляется в одном из выпусков комикса по мотивам игры. В режиме истории после победы над Кал-Элом, он закончил работу на Земле так как он всех перебил и героев и злодеев, и нашел новую работу себе по вкусу, которую он выполнял на «Новом Генезисе».
- В игре Lego Batman 3: Beyond Gotham как игровой персонаж в свободной игре.
- В игре Injustice 2 (Legendary Edition) появляется как игрок дополнительной помощи в мультивселенной Земля-1666 и активируется посредством вызова космического байка через каноничный свист.